# Motokára

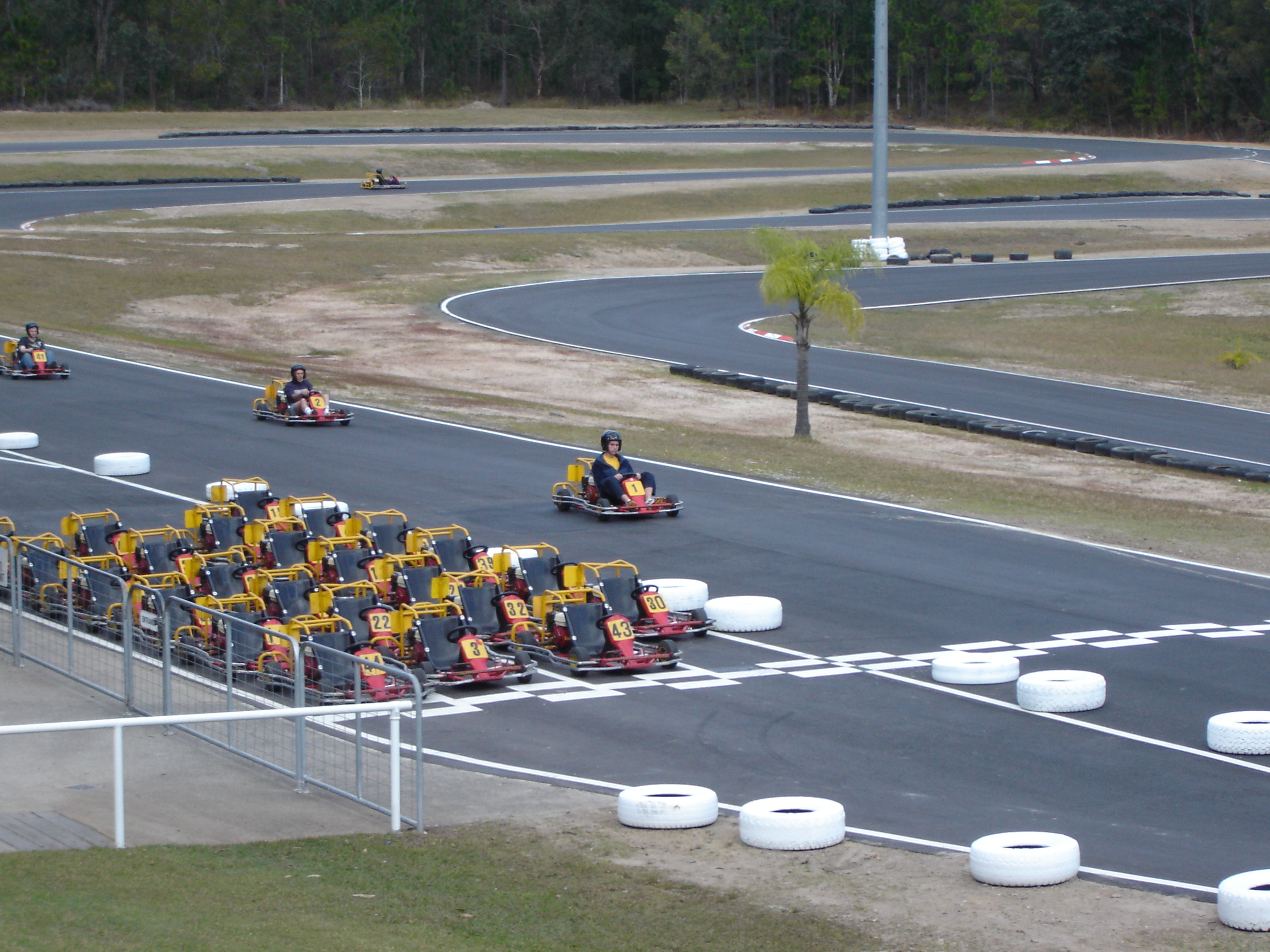
Závod minikár

Motokára je miniaturní čtyřkolové vozidlo, užívané k závodění nebo jako prostředek adrenalinové relaxace. Motokáry (karting) jsou oblíbenou zábavou nejen v zahraničí, ale také na území České republiky.
Závodit se dá na mnoha úrovních. Je možné si motokáry pronajímat v půjčovnách, dále pak provozovat hobby motokáry (zpravidla starší podvozky a motory po špičkových jezdcích) a nebo jezdit různá republiková, nebo evropská mistrovství. Důležité jsou pouze finance a schopnosti pilotů, kam až se dokáží probojovat.

## Historie
První motokáry pravděpodobně stavěli během druhé světové války američtí vojáci na evropských leteckých základnách. Primitivní podvozky osazovali motory z pojezdových mechanismů. Technika se do dnešních dní výrazně změnila. Dokonce dnes koketuje i s kosmickými materiály, jako teflon a kevlar.

## Vzhled
4 kola, volant s přímým převodem na tyč řízení a vedle řidiče uložený motor který přes řetěz pohání zadní kola. Vzhled motokár dnes definují plasty, kterými je kára obehnána. Je to největší prostor pro designéry a výrobce jak motokáru odlišit. Ale také tyto venkovní plasty podléhají přesným tvarům, které se testují v aerodynamickém tunelu, aby motokára ve vysokých rychlostech kladla co nejmenší odpor vzduchu. A také je u těchto plastů kladen velký důraz na váhu. Rámy i ostatní komponenty podléhají přísným normám a schválením organizace FIA a mají homologaci, která je vydávána na 4 roky a může se dále prodlužovat. I přes tato přísná kritéria jsou v dnešní době rámy i jednotlivé komponenty motokáry k vidění v různých provedeních.
Jednotlivé výrobce motokár většinou poznáme právě podle barvy rámu motokáry.

## Druhy
Motokáry je možno rozdělit podle dosahované rychlosti do několika tříd:
- Dětské – obvykle Honda 120 (až 70 km/h)
- Normální (pro dospělé) – obvykle Honda 200 (Až 90 km/h)
- Závodní:
  - Pro nenáročné: obvykle čtyřtaktní Honda 390 (až 100 km/h dle převodu )
  - Pro profesionály: Oproti předchozím typům motokár tyto stroje používají dvoutaktní motory. Podle objemu válců se dělí na:
  - 50 – dětské motory pro děti – chlazení vzduchem
  - 100 – dnes již velmi málo využívané motory – většinou chlazení vzduchem
  - 125 – v dnešní době nejčastěji využívané motory – vodní chlazení. Tento motor se dělá v provedení jak bez řazení, tak s řazením. A jezdí se s ním také nejprestižnější třída KZ2, kde motokáry dosahují zrychlení 0–100 kolem 3 sekund a rychlosti do 140 km/h s tím, že nejnižší rychlost na trati je kolem 50 km/h
  - 250 – s tímto motorem se jezdí třída Super Kart ve které se dosahují rychlosti přes 200 km/h – vodní chlazení

Mezi nejznámější výrobce motokárových podvozků patří:
- TONY KART (Itálie)
- FA KART (Itálie)
- KOSMIC (Itálie)
- BIREL (Itálie)
- MARANELLO (Itálie)
- CRG (Itálie)
- ROSSO KORSA (Itálie)
- ENERGY (Itálie)
- DR (Itálie)
- PRAGA (Česko / Itálie)
- MS KART (Česko)
- BRM Racing
- BABYRACE (Itálie)
- OK Racing (Itálie / HK)

A motory například Rotax, Maxter, Pavesi, Tm, Vortex apod.
Výrobců rámů i motorů je dnes celá řada. Doménou kartingu je jednoznačně Itálie, která se pyšní největším počtem mistrů světa v této disciplíně.
Komplexy v nichž se nacházejí motokárové dráhy se nazývají Kart centra.